# Анголски грађански рат
Анголски грађански рат (порт. Guerra Civil Angolana) је период савремене историје ове земље од признања независности 1974. године до коначног склапања мира 2002. године.
Након завршетка португалске колонијалне владавине у априлу 1974, сада независна Ангола је запала у разарајући грађански рат, који је постао најдужи сукоб у Африци. Процењује се да је у овом грађанском рату који трајао 27 година погинуло 500.000 људи.

## Зараћене стране
Три главне зараћене фракције које су учествовале у сукобу су биле:
- Народни покрет за ослобођење Анголе (МПЛА), који је имао базу међу говорницима кимбундуа и етнички мешовитом интелигенцијом Луанде. МПЛА је имао везе са комунистичким партијама у Португалу, и Источном блоку;
- Национални ослободилачки фронт Анголе (ФНЛА), са етничком базом у региону Баконго на северу, и везама са Сједињеним Државама и Мобутуовим режимом у Заиру; и
- Национална унија за потпуну независност Анголе (УНИТА), коју је предводио Жонас Савимби са етничком и регионалном базом у Овимбундуу у средишту земље. Њу су подржавалале влада апартхејда у Јужној Африци и Сједињене Америчке Државе.

## Рат
Од раних 1960-их, делови ових покрета су се борили против португалске колонијалне владавине. Народ Анголе је био подељен у свом рату за независност који је почео 1961. Племенски заснован ФНЛА, маоистичка УНИТА, и марксистичко-лењинистички МПЛА су биле снажне групације које су се бориле против Португалаца.
Након пуча 1974. у Португалу је успостављена војна влада, која је одмах зауставила рат и пристала да преда власт коалицији ова три покрета. Колиција се убрзо распала, и почео је грађански рат. Сједињене Државе, Заир и Јужна Африка су војно интервенисали на страни ФНЛА и УНИТА. На супротној страни, Куба, уз подршку Совјетског Савеза, интервенисала је у корист МПЛА. Новембра 1975, МПЛА је готово сломила УНИТА, и јужноафричке снаге су се повукле. Конгрес САД је забранио даље војно мешање САД у Анголи.
Како је контролисала Луанду, и обалски појас (са све уноснијим нафтним пољима), МПЛА је прогласила независност Анголе 11. новембра, 1975, на дан када су Португалци напустили престоницу. Португал је признао проглашење независности. Агостино Нето је постао први председник, а после њега је дошао Жозе Едуардо дос Сантос 1979. Опозициони покрети, ФНЛА и УНИТА су направили заједничку владу у зонама под својом контролом. Самопрокламована „Демократска Република Ангола“ је основана 24. новембра, 1975, са Холденом Робертом и Жонасом Савимбијем као ко-председницима, и Жозеом Нделеом и Џонијем Е. Пиноком као ко-премијерима. Ова влада се распала после 30. јануара, 1976.

### Друга фаза рата
Грађански рат између УНИТА и МПЛА се наставио до 10. јануара, 1989, када је Куба почела да повлачи своје снаге. Током највећег дела овог периода, УНИТА је контролисала велике житнице у унутрашњости, и примала је подршку у виду америчких средстава и јужноафричких трупа. Слично, десетине хиљада Кубанаца је остало да пружа подршку МПЛА, често се борећи против Јужноафриканаца на фронтовима. 1988, Јужна Африка и Куба су се сагласиле око повлачења свих страних трупа из Анголе. Наредне године, договору о прекиду ватре је посредовало осамнаест афричких држава. Ово је довело до споразума 1991, који је предвиђао изборни процес за демократску Анголу, под супервизијом Уједињених нација. Жонас Савимби из УНИТАС-а није успео да победи у првој рунди председничких избора 1992. - освојио је 40% гласова, док је дос Сантос освојио 49%, тако да је требало да се одржи други круг. Савимби је окарактерисао изборе као непоштене, и обновио рат. Нови мировни споразум, Протокол из Лусаке, је договорен у Лусаки у Замбији, и потписан је 20. новембра 1994.
Мировни споразум између владе и УНИТА је предвиђао интеграцију бивших УНИТА побуњеника у владу и оружане снаге. Међутим, 1995, локализовани сукоби су настављени. Влада националног јединства је успостављена априла 1997, али су се озбиљне борбе наставиле касне 1998. када је Савимби обновио рат по други пут, тврдећи да МПЛА не испуњава своје обавезе. Савет безбедности УН је 28. августа 1997. изгласао увођење санкција према УНИТА. Анголска војска је извела велику офанзиву 1999. у којој је уништила конвенционални капацитет УНИТА, и заузела све велике градове које су претходно држале Савимбијеве снаге. Савимби је тада објавио да ће се УНИТА вратити герилској тактици, и већи део земље је остао у немирима.

## Крај рата
Године 2002. Савимби је убијен у војној операцији, и УНИТА и МПЛА су договориле примирје шест недеља касније, 4. априла. Августа 2002, УНИТА се прогласила политичком странком и званично демобилисала своје оружане снаге, окончавши тиме грађански рат. Ангола тренутно ужива у крхком миру под вођством МПЛА и дос Сантоса.